# Challenge Cup Pan-Americano de Hóquei sobre a grama Masculino de 2011
O Challenge Cup Pan-Americano de Hóquei sobre a grama Masculino de 2011 foi a primeira edição deste torneio, sendo o mesmo administrado e patrocinado pela Federação Pan-Americana de Hóquei (PAHF). A sede foi o Brasil, com as partidas sendo realizadas na cidade do Rio de Janeiro, em seu Complexo de Hóquei de Deodoro.
A seleção do Uruguai conquistou o título deste campeonato.

## Regulamento e participantes
Os participantes deste campeonato se enfrentaram em turno e returno, no sistema de pontos corridos, no qual cada equipe disputou quatro partidas. Os países presentes nesta edição inaugural foram Brasil, Paraguai e Uruguai.
Este Challenge Cup outorgou duas vagas diretas à Copa Pan-Americana de 2013, então disputada na cidade canadense de Brampton. As mesmas pertenceram aos selecionados campeão e vice deste torneio.

## Jogos
Seguem-se, abaixo, as partidas realizadas nesta competição.

#### Fase única
| 31 de julho |     |          |         |  |  |
| Brasil      | 6–0 | Paraguai | Reporte |  |  |

| 1 de agosto |     |        |         |  |  |
| Uruguai     | 0–0 | Brasil | Reporte |  |  |

| 3 de agosto |      |         |         |  |  |
| Paraguai    | 0–10 | Uruguai | Reporte |  |  |

| 4 de agosto |      |        |         |  |  |
| Paraguai    | 0–11 | Brasil | Reporte |  |  |

| 6 de agosto |     |          |         |  |  |
| Uruguai     | 6–1 | Paraguai | Reporte |  |  |

| 7 de agosto |     |         |         |  |  |
| Brasil      | 1–3 | Uruguai | Reporte |  |  |

#### Classificação final
| Equipe   | Pts | J | V | E | D | GF | GC | Saldo |
| -------- | --- | - | - | - | - | -- | -- | ----- |
| Uruguai  | 10  | 4 | 3 | 1 | 0 | 19 | 2  | +17   |
| Brasil   | 7   | 4 | 2 | 1 | 1 | 18 | 3  | +15   |
| Paraguai | 0   | 4 | 0 | 0 | 4 | 1  | 33 | -32   |

- Convenções: Pts = pontos, J = jogos, V = vitórias, E = empates, D = derrotas, GF = gols feitos, GC = gols contra, Saldo = diferença de gols.
- Critérios de pontuação: vitória = 3, empate = 1, derrota = 0.
- Uruguai (campeão) e Brasil (vice) asseguraram presença na Copa Pan-Americana de 2013.

## Campeão
| Challenge Cup Pan-Americano de 2011 Hóquei sobre a grama masculino |
| ------------------------------------------------------------------ |
| Uruguai Campeão (1º título)                                        |